# Daniel Erdmann

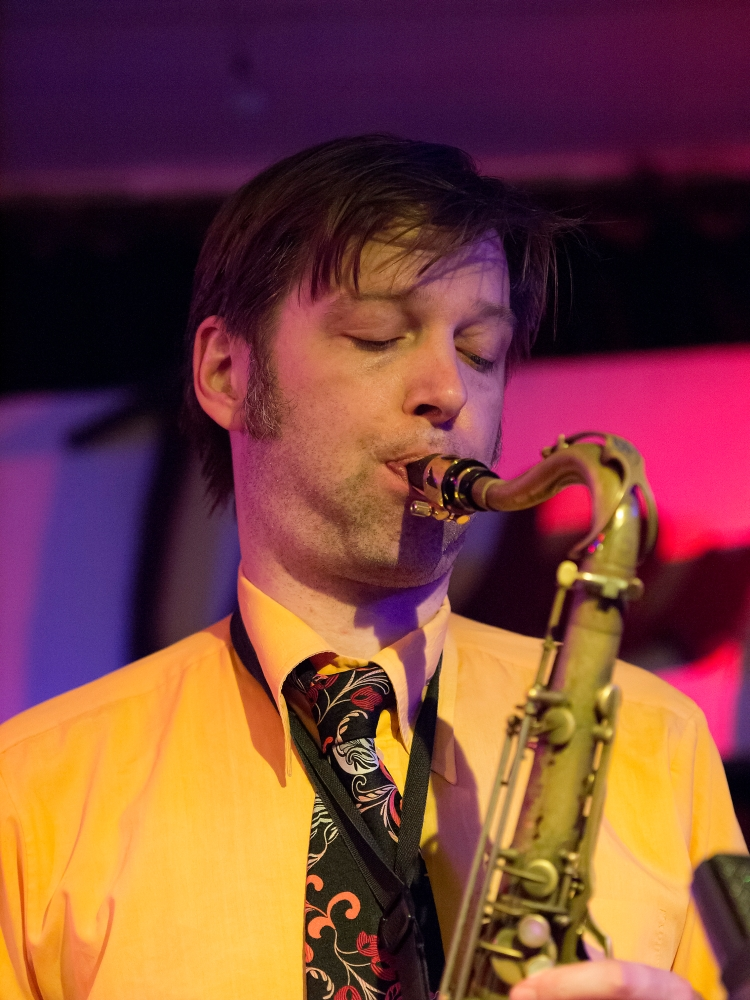
Daniel Erdmann im Jazzclub Unterfahrt (München 2012)

Daniel Erdmann (* 28. Oktober 1973 in Wolfsburg) ist ein deutscher Jazzsaxophonist und -flötist.

## Leben und Wirken
Erdmann begann mit elf Jahren Altsaxophon zu spielen; als Jugendlicher lebte er gemeinsam mit seinen Eltern teilweise in den USA, wo er in der Highschool aufs Tenorsaxophon wechselte. Von 1994 bis 1999 studierte er an der Hochschule für Musik „Hanns Eisler“ Berlin bei Gebhard Ullmann, Jiggs Whigham und Aki Takase. In dieser Zeit leitete er das Daniel Erdmann Trio (mit Martin Klein und Matthias Trippner). Mit der Gruppe und Gebhard Ullmann und Frank Möbus als Gästen spielte er 1997 bei Timescraper Records Aufnahmen ein. Seit 1998 ist Erdmann Mitglied des Trios Momentum Impakto (mit Kalle Kalima und John Schröder) und von Gebhard Ullmann’s Tá Lam Zehn. Daneben beteiligte er sich in dieser Zeit an zwei CD-Produktionen von Brass Attack.
1999 gründete er die Gruppe Erdmann 2000 mit Frank Möbus, Johannes Fink und John Schröder, die ab 2004 unter dem Namen Erdmann 3000 und ab 2005 in der Besetzung mit Yves Robert, Frank Möbus, Jean-Philippe Morel und Edward Perraud als Erdmann 3000 French Connection auftritt. Er tourte mit der Gruppe durch mehrere europäische Staaten und spielte mit ihr mehrere CDs ein.
Seit 1999 arbeitet Erdmann im Duo mit Jaak Sooäär, mit dem er 2001 den Peer-Gynt-Wettbewerb in Pärnu (Estland) gewann. Außerdem ist er seit 1999 Mitglied der Gruppe Dok Wallach von Michael Thieke. Zwischen 1999 und 2001 konzertierte er mit dem Aki Takase Sextett (mit Rudi Mahall, Henrik Walsdorff, Johannes Fink und Tony Buck). Bei der Expo 2000 trat er im Schweizer Pavillon als Solist der Gruppe Klangkörper des Komponisten Daniel Ott auf. Auch spielte er in der Band Günter Adler mit Rudi Mahall, Johannes Fink, Heinrich Köbberling, mit der er seit 2000 drei Alben einspielte und 2003 durch Südostasien tourte.
2001 und 2002 trat Erdmann in Paris mit Thierry Madiot, Axel Dörner, Edward Perraud, Fred Galiay, Bertrand Denzler, Dan Warburton und anderen auf. Mit der Gruppe Das Kapital (mit Hasse Poulsen und Edward Perraud) produzierte er 2004 eine 4-CD-Box. Für sein Album Ballads & Barricades erhielt das Trio 2011 den Jahrespreis der deutschen Schallplattenkritik.
Seit 2005 arbeitet er mit dem New Yorker Choreographen Joshua Bisset (u. a. beim Tanzfestival Biarritz und Tacheles Berlin) zusammen. 2006 gründete er mit Carsten Daerr, Ritsche Koch, Ronny Graupe, Oliver Potratz und Sebastian Merk die Gruppe Berlin Calling; seit dem gleichen Jahr arbeitet er auch im Duo mit Francis Le Bras. Auch gehört er zu dem Ensemble Wared von Édouard Bineau.
Nach vielen Jahren in Berlin zog es Erdmann vor einigen Jahren aus privaten Gründen ins nordfranzösische Reims als neuen Wohnsitz. Von dort aus ist er mit seiner Berliner Vernetzung tätig als Brückenbauer über die für nicht wenige Jazzmusiker wirksame Sprachbarriere.
Mit dem britischen Vibraphonisten Jim Hart und dem französischen Jazz-Violinisten Théo Ceccaldi gründete der Saxophonist 2015 das Trio Daniel Erdmann’s Velvet Revolution, das (Stand 2023) drei Alben vorlegte.

## Preise und Auszeichnungen
Für das 2016 erschienene erste Album A Short Moment of Zero G erhielt Erdmann mit dem Trio 2017 Velvet Revolution den Preis der deutschen Schallplattenkritik und den Echo Jazz. Im April 2020 wurde Erdmann der mit 15.000 Euro dotierte SWR-Jazzpreis 2020 zuerkannt; die öffentliche Preisverleihung am 28. Oktober 2020 fand im Rahmen der Enjoy Jazz in Ludwigshafen statt. 2021 wurde er als Holzbläser mit dem Deutschen Jazzpreis ausgezeichnet.

## Diskographische Hinweise

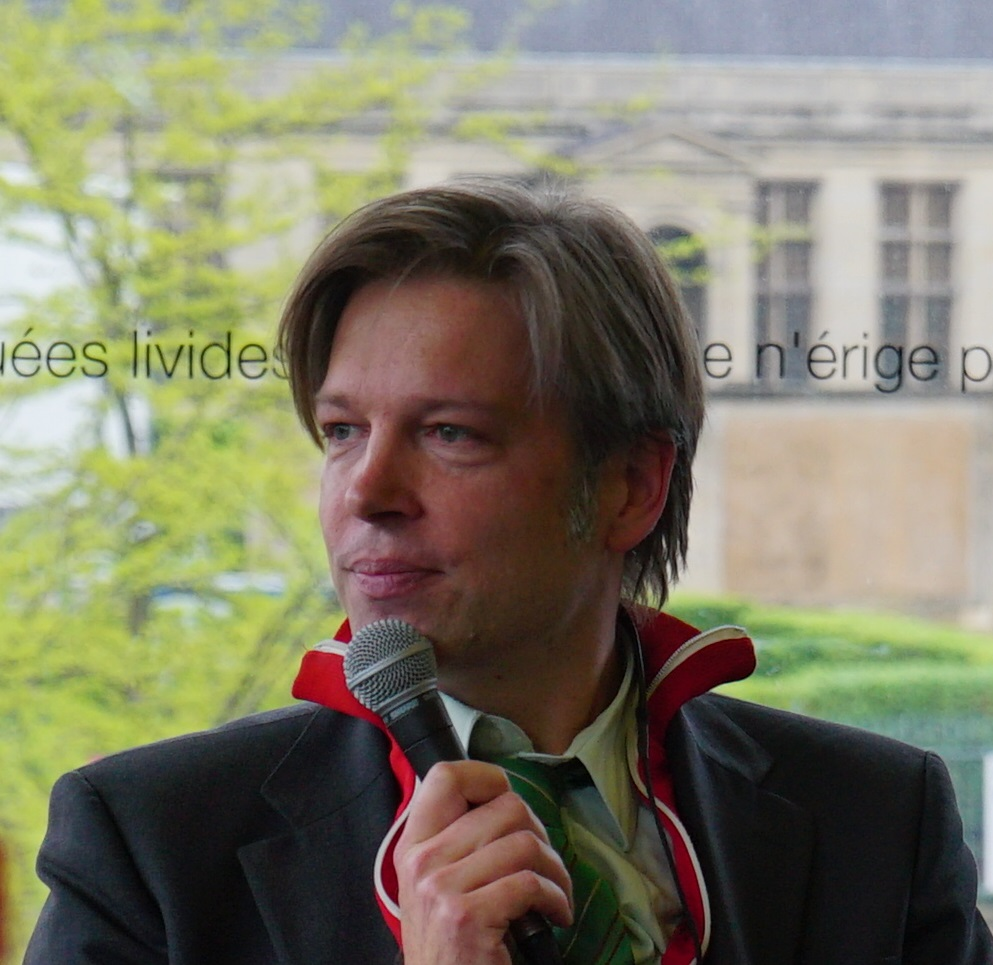
Porträt 2015

- Erdmann 2000: Recovering from y2k, 2000
- Eric Schaefer’s Demontage mit Michael Thieke, Michael Anderson, Johannes Fink, 2002
- Daniel Erdmann / Jaak Sooäär Peer Gynt and Other Stories, 2004
- Mircea Tiberian: Palindrome mit Kalle Kalima, Oliver Potratz, Peter Perfido, 2004
- Stralau mit Bertrand Denzler, Axel Dörner, Günter Müller, Michael Griener, 2005
- Erdmann 3000: Welcome to E3k, 2005
- Das Kapital: All Gods Have Children, 2006
- La bouillie d’heidi: papa schultz & herr corbusier mit Christophe Studer, Linda Sharrock, Kalle Kalima, 2006
- Carsten Daerr / Daniel ErdmannBerlin Calling, 2007
- Erdmann 3000: Supermicrogravity, 2007
- Erdmann/Westergaard/Rohrer: sleeping with the enemy, 2008
- Das Kapital: Ballads & Barricades: Das Kapital Plays Hanns Eisler, 2008[4]
- Erdmann/Duboc/Pagnotti: Les Fees du Rhin, 2008
- Daniel Erdmann / Christophe Marguet Together, Together!, 2014
- Daniel Erdmann, Samuel Rohrer, Vincent Courtois, Frank Möbus: Ten Songs About Real Utopia. 2015 (Vierteljahrespreis der Deutschen Schallplattenkritik)[5]
- Daniel Erdmann’s Velvet Revolution: A Short Moment of Zero G[6] (BMC/Note 1)  2016
- Das Kapital: Vive la France, 2019
- Carlos Bica, Daniel Erdmann, DJ Illvibe – I Am the Escaped One, (Clean Feed Records) 2019
- Aki Takase & Daniel Erdmann: Isn’t It Romantic? (BMC 2021)[7]
- Velvet Revolution: Message in a Bubble (BMC 2023, mit Théo Ceccaldi und Jim Hart)[8]

## Lexikalische Einträge
- Philippe Carles, André Clergeat, Jean-Louis Comolli: Le nouveau dictionnaire du jazz. R. Laffont: Paris 2011.